# 梅尔斯堡
梅尔斯堡（德語：Meersburg，發音：[ˈmeːɐ̯sˌbʊʁk] ⓘ）是德国巴登-符腾堡州蒂宾根行政区博登湖县的城市，面积12.07平方千米，2023年12月31日人口为6,168人。